# Симфонія № 5 (Сібеліус)
Симфонія № 5 Мі-бемоль мажор op. 82 — симфонія Яна Сібеліуса, завершена у 1915 році. Вперше виконана 8 грудня 1915 року Гельсінським філармонічним оркестром під орудою автора, у день його 50-річного ювілею. 

## Структура
1. Tempo molto moderato — Allegro moderato (ma poco a poco stretto) — Vivace molto — Presto — Più Presto
2. Andante mosso, quasi allegretto — Poco a poco stretto — Tranquillo — Poco a poco stretto — Ritenuto al tempo I
3. Allegro molto — Misterioso — Un pochettino largamente — Largamente assai — Un pochettino stretto